# Oleksandr Nasarenko
Oleksandr Jewhenijowytsch Nasarenko (ukrainisch Олександр Євгенійович Назаренко; * 1. Februar 2000 in Dnipro) ist ein ukrainischer Fußballspieler.

## Karriere

### Verein
Von der zweiten Mannschaft des FK Dnipro wechselte er zur Saison 2017/18 in die erste Mannschaft. Kurz wurde der Verein aufgelöst und Nasarenko schloss sich dem neuen SK Dnipro-1 an. Mit diesem stieg er zur Saison 2019/20 in die erste Liga auf und erhielt in der Saison 2022/23 Einsätze in der Conference League. Seit der Saison 2023/24 steht er bei Polissya Zhytomyr unter Vertrag.

### Nationalmannschaft
Seit Oktober 2019 ist er für die ukrainische U21-Nationalmannschaft aktiv und bestritt nach einigen Freundschafts- und Qualifikationsspielen fast alle Spiele der Endrunde der U21-Europameisterschaft 2023. Auch bei der Endrunde war er im Kader und erreichte mit seinen Mitspielern das Halbfinale, in dem man mit 1:5 Spanien unterlag. Im März 2024 debütierte er für die U23-Mannschaft.